# Трібгуванадітьяварман
Трібгуванадітьяварман — правитель Кхмерської імперії.

## Правління
Був придворним сановником і натхненником змови, в результаті якої було вбито Ясовармана II.
За його правління загострилась соціальна криза, що вилилась у повстання. Тривала війна з Чампою, під час якої чами підійшли до Яшодхарапури та взяли столицю. Під час штурму міста загинув і правитель.